# Magyarország a 2018. évi nyári ifjúsági olimpiai játékokon
Magyarország a Buenos Airesben megrendezendő 2018. évi nyári ifjúsági olimpiai játékok egyik részt vevő nemzete volt. Az ország a játékokon 20 sportágban 79 sportolóval képviseltette magát, akik összesen 24 érmet szereztek. A sportolók további 4 érmet szereztek a vegyes nemzetek csapatainak tagjaként. Magyarország az éremtáblázaton az 5. helyen végzett.

## Érmesek
Az alábbi táblázatokban dőlt betűvel vannak feltüntetve azok az érmesek, akik nemzetek vegyes csapatának tagjaként szerezték az adott érmet.
| Érem  | Versenyző | Sportág         | Versenyszám                         | Dátum       |
| ----- | --- | --------------- | ----------------------------------- | ----------- |
| Arany | Özbas Szofi | Cselgáncs       | Lány 63 kg                          | október 8.  |
| Arany | Kiss Ádám | Kajak-Kenu      | Fiú kajak egyes gyorsasági verseny  | október 13. |
| Arany | Rendessy Eszter | Kajak-Kenu      | Lány kajak egyes gyorsasági verseny | október 12. |
| Arany | Pekler Zalán Tibor | Sportlövészet   | Légpuska csapat, mix                | október 11. |
| Arany | Balázs Krisztián | Torna           | Fiú torna csapat, mix               | október 10. |
| Arany | Berecz Blanka | Úszás           | Lány 200 m pillangó                 | október 8.  |
| Arany | Késely Ajna | Úszás           | Lány 200m gyors                     | október 10. |
| Arany | Késely Ajna | Úszás           | Lány 400m gyors                     | október 12. |
| Arany | Késely Ajna | Úszás           | Lány 800m gyors                     | október 9.  |
| Arany | Milák Kristóf | Úszás           | Fiú 200 m gyors                     | október 8.  |
| Arany | Milák Kristóf | Úszás           | Fiú 400 m gyors                     | október 7.  |
| Arany | Milák Kristóf | Úszás           | Fiú 200 m pillangó                  | október 12. |
| Arany | Pusztai Liza | Vívás           | Lány kard egyéni                    | október 9.  |
| Arany | Rabb Krisztián | Vívás           | Fiú kard egyéni                     | október 7.  |
| Arany | Pusztai Liza Rabb Krisztián | Vívás           | Vegyes kard csapat                  | október 10. |
| Ezüst | Endrész Klaudia | Atlétika        | Lány távolugrás                     | október 14. |
| Ezüst | Huller Dániel Gellért | Atlétika        | Lány 400 m gátfutás                 | október 16. |
| Ezüst | Szél Anna Hella | Birkózás        | Lány 57 kg                          | október 13. |
| Ezüst | Gönczöl Laura | Kajak-Kenu      | Lány kenu egyes gyorsasági verseny  | október 13. |
| Ezüst | Jármy Vince | Lovaglás        | Vegyes csapat (5 fős)               | október 9.  |
| Ezüst | Bácskay Csenge | Torna           | Lány ugrás                          | október 13. |
| Ezüst | Balázs Krisztián | Torna           | Fiú talaj                           | október 13. |
| Ezüst | Milák Kristóf | Úszás           | Fiú 100 m pillangó                  | október 9.  |
| Bronz | Vég Zsombor | Cselgáncs       | -100 kg                             | október 9.  |
| Bronz | Gulyás Michelle | Öttusa          | Lány egyéni                         | október 13. |
| Bronz | Balázs Krisztián | Torna           | Fiú nyújtó                          | október 15. |
| Bronz | Vas Blanka Buzsáki Virág | Kerékpár        | Lány kombinációs csapatverseny      | október 17. |
| Bronz | Benzsay Rebeka Braun Laura Csenge Gajdos Dorottya Fanni Hadfi Gréta Király Réka Landi Gabriella Lérant Sára Matéfi Dalma Pintér Klaudia | Strandkézilabda | Lány csapat                         | október 13. |

## További magyar eredmények

### 4. helyezettek
| Versenyző                                              | Sportág        | Versenyszám                       |
| ------------------------------------------------------ | -------------- | --------------------------------- |
| Doma Benedek                                           | Atlétika       | Fiú kalapácsvetés                 |
| Takács Boglárka Emese                                  | Atlétika       | Lány 100 m síkfutás               |
| Pálla Balázs                                           | Kajak-Kenu     | Fiú kenu egyes gyorsasági verseny |
| Hajós Artúr Stréli Attila Bence                        | Strandröplabda | Fiú páros                         |
| Árva Cintia Andrea                                     | Súlyemelés     | Lány 53 kg                        |
| Böhm Sebestyén Kalmár Ákos Milák Kristóf Zombori Gábor | Úszás          | Fiú 4 × 100 m vegyes              |
| Kalmár Ákos                                            | Úszás          | Fiú 800 m gyors                   |

### 5. helyezettek
| Versenyző | Sportág          | Versenyszám     |
| --- | ---------------- | --------------- |
| Szenttamási Róza | Birkózás         | Lány 49 kg      |
| Baranyi Zsófia | Karate           | Lány -59 kg     |
| Fetter Erik Fülöp Ádám István | Kerékpár         | Fiú csapat      |
| Budacsik Dorottya Eszter Révész Boróka Tóth Orsolya                                                                                     | Kosárlabda (3x3) | Lány csapat     |
| Hámori Luca | Ökölvívás        | Lány 57 kg      |
| Gubicza Csaba Hornyák Bence Marczika Barnabás Matuszka Balázs Melnicsuk Viktor Fenyvesi Marcell Seprős Bence Simon Kristóf Tóth Benedek | Strandkézilabda  | Fiú csapat      |
| Sándorházi Vivien | Tollaslabda      | Lány egyes      |
| Kalmár Ákos | Úszás            | Fiú 400 m gyors |

### 6. helyezettek
| Versenyző         | Sportág    | Versenyszám       |
| ----------------- | ---------- | ----------------- |
| Gebauer Maja      | Atlétika   | Lány rúdugrás     |
| Kiss Ádám         | Kajak-Kenu | Fiú kajak szlalom |
| Ilyés Laura Vanda | Úszás      | Lány 200 m hát    |

## Atlétika
Fiú
| Versenyző              | Versenyszám     | Helyezés |
| ---------------------- | --------------- | -------- |
| Apáti Bence            | 1500 m síkfutás | 17.      |
| Apáti Bence            | Mezei futás     | 17.      |
| Doma Benedek           | Kalapácsvetés   | 4.       |
| Farkas Bence           | 200 m síkfutás  | 9.       |
| Fekete István          | Súlylökés       | 9.       |
| Huller Dániel Gellért  | 400 m gátfutás  | Ezüst    |
| Illovszky Dominik Márk | 100 m síkfutás  | 21.      |
| Mihály Ádám Bence      | Rúdugrás        | 10.      |
| Peringer Márk          | Diszkoszvetés   | 13.      |

Lány
| Versenyző             | Versenyszám         | Helyezés |
| --------------------- | ------------------- | -------- |
| Áts Viktória Melissza | Hármasugrás         | 7.       |
| Bacsa Fanni           | Gátfutás            | 15.      |
| Endrész Klaudia       | Távolugrás          | Ezüst    |
| Gebauer Maja          | Rúdugrás            | 6.       |
| Molnár Janka          | 400 m síkfutás      | 7.       |
| Rajczi Bianka         | Kalapácsvetés       | 13.      |
| Takács Boglárka Emese | 100 m síkfutás      | 4.       |
| Urbán Zita            | 2000 m akadályfutás | 10.      |
| Urbán Zita            | 4 km mezei futás    | -        |

## Birkózás
Lány
| Versenyző        | Versenyszám | Helyezés |
| ---------------- | ----------- | -------- |
| Szél Anna Hella  | 57 kg       | Ezüst    |
| Szenttamási Róza | 49 kg       | 5.       |

## Break-tánc
Lány
| Versenyző            | Versenyszám | Helyezés |
| -------------------- | ----------- | -------- |
| Török Enikő Erzsébet | Break       | 11.      |

## Cselgáncs
Fiú
| Versenyző   | Versenyszám   | Helyezés |
| ----------- | ------------- | -------- |
| Vég Zsombor | -100 kg       | Bronz    |
| Vég Zsombor | Vegyes csapat | 5.       |

Lány
| Versenyző  | Versenyszám   | Helyezés |
| ---------- | ------------- | -------- |
| Özbas Szof | 63 kg         | Arany    |
| Özbas Szof | Vegyes csapat | -        |

## Kajak-kenu
Fiú
| Versenyző    | Versenyszám                    | Helyezés |
| ------------ | ------------------------------ | -------- |
| Kiss Ádám    | Kajak egyes gyorsasági verseny | Arany    |
| Kiss Ádám    | Kajak egyes szlalom verseny    | 6.       |
| Pálla Balázs | Kenu egyes gyorsasági verseny  | 4.       |
| Pálla Balázs | Kajak egyes szlalom verseny    | 8.       |

Lány
| Versenyző       | Versenyszám                    | Helyezés |
| --------------- | ------------------------------ | -------- |
| Gönczöl Laura   | Kenu egyes gyorsasági verseny  | Bronz    |
| Gönczöl Laura   | Kajak egyes szlalom verseny    | -        |
| Rendessy Eszter | Kajak egyes gyorsasági verseny | Arany    |
| Rendessy Eszter | Kajak egyes szlalom verseny    | 12.      |

## Karate
Lány
| Versenyző      | Versenyszám | Helyezés |
| -------------- | ----------- | -------- |
| Baranyi Zsófia | -59 kg      | 5.       |

## Kerékpározás
Fiú
| Versenyző   | Versenyszám      | Helyezés |
| ----------- | ---------------- | -------- |
| Fetter Erik | Cross country    | Arany    |
| Fetter Erik | Kritériumverseny | 32.      |
| Fetter Erik | Csapat           | 5.       |
| Fülöp Ádám  | Csapat           | 5.       |
| Fülöp Ádám  | Cross country    | 31.      |

Lány
| Versenyző       | Versenyszám      | Helyezés |
| --------------- | ---------------- | -------- |
| Buzsáki Virág   | Kritériumverseny | 29.      |
| Buzsáki Virág   | Országút         | 18.      |
| Buzsáki Virág   | Csapat           | Bronz    |
| Vas Kata Blanka | Csapat           | Bronz    |
| Vas Kata Blanka | Országút         | 5.       |
| Vas Kata Blanka | Kritériumverseny | Arany    |

## Kosárlabda
Lány (3×3-as csapat)
| Versenyző         | Versenyszám   | Helyezés |
| ----------------- | ------------- | -------- |
| Budacsik Dorottya | 3×3-as csapat | 5.       |
| Révész Boróka     | 3×3-as csapat | 5.       |
| Tóth Orsolya      | 3×3-as csapat | 5.       |
| Varga Alíz        | Dobóverseny   | 6.       |

## Lovaglás
Fiú
| Versenyző   | Versenyszám           | Helyezés |
| ----------- | --------------------- | -------- |
| Jármy Vince | Díjugratás            | 12.      |
| Jármy Vince | Vegyes csapat (5 fős) | Ezüst    |

## Ökölvívás
Lány
| Versenyző   | Versenyszám | Helyezés |
| ----------- | ----------- | -------- |
| Hámori Luca | 57 kg       | 5.       |

## Öttusa
Fiú
| Versenyző  | Versenyszám | Helyezés |
| ---------- | ----------- | -------- |
| Bőhm Csaba | Egyéni      | 20.      |
| Bőhm Csaba | Mix         | 11.      |

Lány
| Versenyző       | Versenyszám | Helyezés |
| --------------- | ----------- | -------- |
| Gulyás Michelle | Egyéni      | Bronz    |
| Gulyás Michelle | Mix         | 12.      |

## Sportlövészet
Fiú
| Versenyző          | Versenyszám         | Helyezés |
| ------------------ | ------------------- | -------- |
| Pekler Zalán Tibor | 10 méter            | 9.       |
| Pekler Zalán Tibor | Mix Légpuska csapat | Arany    |

## Strandkézilabda
Fiú
| Versenyző | Versenyszám | Helyezés |
| --- | ----------- | -------- |
| Gubicza Csaba Hornyák Bence Marczika Barnabás Matuszka Balázs Melnicsuk Viktor Fenyvesi Marcell Seprős Bence Simon Kristóf Tóth Benedek | Fiú csapat  | 5.       |

Lány
| Versenyző | Versenyszám | Helyezés |
| --- | ----------- | -------- |
| Benzsay Rebeka Braun Laura Csenge Gajdos Dorottya Fanni Hadfi Gréta Király Réka Landi Gabriella Lérant Sára Matéfi Dalma Pintér Klaudia | Lány csapat | Bronz    |

## Strandröplabda
Fiú
| Versenyző                       | Versenyszám | Helyezés |
| ------------------------------- | ----------- | -------- |
| Hajós Artúr Stréli Attila Bence | Fiú páros   | 4.       |

## Súlyemelés
Fiú
| Versenyző     | Versenyszám | Helyezés |
| ------------- | ----------- | -------- |
| Orsós Richárd | 62 kg       | 10.      |

Lány
| Versenyző          | Versenyszám | Helyezés |
| ------------------ | ----------- | -------- |
| Árva Cintia Andrea | 53 kg       | 4.       |

## Tollaslabda
Fiú
| Versenyző    | Versenyszám   | Helyezés |
| ------------ | ------------- | -------- |
| Pápai Balázs | Egyes         | -        |
| Pápai Balázs | Vegyes csapat | 5.       |

Lány
| Versenyző         | Versenyszám   | Helyezés |
| ----------------- | ------------- | -------- |
| Sándorházi Vivien | Egyes         | 5.       |
| Sándorházi Vivien | Vegyes csapat | 4.       |

## Torna
Fiú
| Versenyző        | Versenyszám       | Helyezés |
| ---------------- | ----------------- | -------- |
| Balázs Krisztián | Összetett egyéni  | 16.      |
| Balázs Krisztián | Talaj             | Ezüst    |
| Balázs Krisztián | Lólengés          | -        |
| Balázs Krisztián | Gyűrű             | -        |
| Balázs Krisztián | Nyújtó            | Bronz    |
| Balázs Krisztián | Korlát            | 7.       |
| Balázs Krisztián | Ugrás             | -        |
| Balázs Krisztián | Torna csapat, mix | Arany    |

Lány
| Versenyző            | Versenyszám       | Helyezés |
| -------------------- | ----------------- | -------- |
| Bácskay Csenge Mária | Összetett egyéni  | 14.      |
| Bácskay Csenge Mária | Ugrás             | Ezüst    |
| Bácskay Csenge Mária | Felemáskorlát     | -        |
| Bácskay Csenge Mária | Gerenda           | -        |
| Bácskay Csenge Mária | Talaj             | -        |
| Bácskay Csenge Mária | Torna csapat, mix | 8.       |

## Triatlon
Fiú
| Versenyző    | Versenyszám    | Helyezés |
| ------------ | -------------- | -------- |
| Kiss Gergely | Egyéni         | 13.      |
| Kiss Gergely | Triatlon váltó | 4.       |

Lány
| Versenyző         | Versenyszám    | Helyezés |
| ----------------- | -------------- | -------- |
| Ferenczi Nikolett | Egyéni         | 13.      |
| Ferenczi Nikolett | Triatlon váltó | 4.       |

## Úszás
Fiú
| Versenyző                                              | Versenyszám      | Helyezés |
| ------------------------------------------------------ | ---------------- | -------- |
| Böhm Sebestyén                                         | 100 m mell       | 12.      |
| Kalmár Ákos                                            | 400 m gyors      | 5.       |
| Kalmár Ákos                                            | 800 m gyors      | 4.       |
| Milák Kristóf                                          | 200 m gyors      | Arany    |
| Milák Kristóf                                          | 400 m gyors      | Arany    |
| Milák Kristóf                                          | 50 m pillangó    | 7.       |
| Milák Kristóf                                          | 100 m pillangó   | Ezüst    |
| Milák Kristóf                                          | 200 m pillangó   | Arany    |
| Zombori Gábor                                          | 50 m hát         | 8.       |
| Zombori Gábor                                          | 100 m hát        | 7.       |
| Zombori Gábor                                          | 200 m vegyes     | 7.       |
| Böhm Sebestyén Kalmár Ákos Milák Kristóf Zombori Gábor | 4 × 100 m vegyes | 4.       |

Lány
| Versenyző      | Versenyszám    | Helyezés |
| -------------- | -------------- | -------- |
| Barócsai Petra | 100 m pillangó | 13.      |
| Berecz Blanka  | 200 m pillangó | Arany    |
| Ilyés Laura    | 200 m hát      | 6.       |
| Késely Ajna    | 200 m gyors    | Arany    |
| Késely Ajna    | 400 m gyors    | Arany    |
| Késely Ajna    | 800 m gyors    | Arany    |

## Vívás
Fiú
| Versenyző      | Versenyszám        | Helyezés |
| -------------- | ------------------ | -------- |
| Rabb Krisztián | Kard egyéni        | Arany    |
| Rabb Krisztián | Vegyes kard csapat | Arany    |

Lány
| Versenyző         | Versenyszám        | Helyezés |
| ----------------- | ------------------ | -------- |
| Dékány Kinga      | Párbajtőr          | 7.       |
| Pusztai Liza      | Kard egyéni        | Arany    |
| Pusztai Liza      | Vegyes kard csapat | Arany    |
| Zsoldosi Karolina | Tőr                | 11.      |